# Commodore 1570

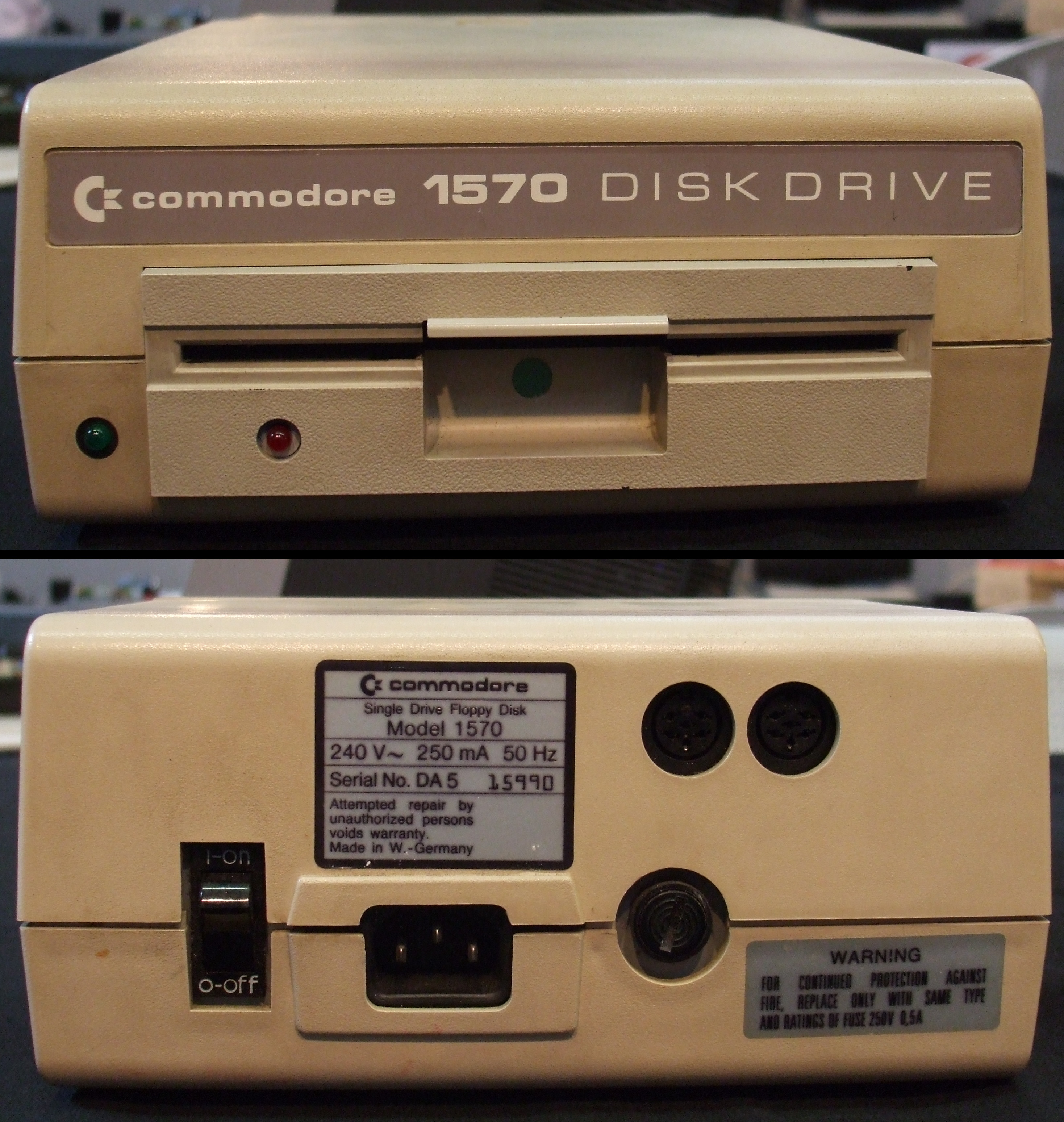
ICommodore 1570 drive floppy esterno

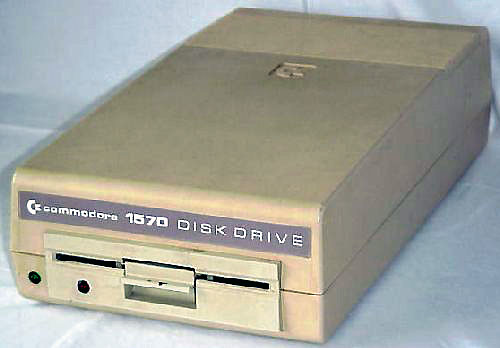
ICommodore 1570 drive floppy esterno

Il Commodore 1570 fu un'unità a dischi floppy della Commodore Business Machines Inc., prodotto per il Commodore 128. 
Utilizzava dischi floppy da 5¼", e venne creato per cercare di arginare la crescente richiesta del Commodore 1571, a causa della carenza di produzione della meccanica per i dischi a doppia faccia.

## Caratteristiche tecniche
Fu essenzialmente una versione aggiornata del Commodore 1541, prodotta per l'uso con il Commodore 128. Come il 1571, può leggere e scrivere dischi a tecnologia GCR e MFM. Rispetto al 1541, permette l'accesso ai dischi CP/M, ed era più veloce e silenzioso. Supportava anche i dischi a singola faccia da 170KB, ed utilizzava la stessa scheda madre del Commodore 1571, con il case e la meccanica del Commodore 1541. Come il 1571, il DOS fornito supportava la modalità burst per trasferire i dati al C128 ad una velocità superiore rispetto al 1541. Il 1570 poteva leggere e scrivere tutti i dischi CP/M a singola faccia.
Sebbene il 1570 fosse compatibile anche con il Commodore 64, il C64 non era in grado di trarre vantaggio dalla maggiore velocità del drive, ed inoltre era un po' più costoso del 1541.